# Сухие Ляды
Сухие Ляды — деревня в Велижском районе Смоленской области России. Входит в состав Будницкого сельского поселения. Население — 5 жителей (2007). 
Расположена в северо-западной части области в 10 км к западу от Велижа, в 2 км южнее автодороги Р133 Смоленск — Невель. В 95 км южнее деревни расположена железнодорожная станция Рудня на линии Смоленск — Витебск. 

## История
В годы Великой Отечественной войны деревня была оккупирована гитлеровскими войсками в июле 1941 года, освобождена в сентябре 1943 года. 